# 상주 복용동 석조여래좌상
상주 복용동 석조여래좌상(尙州 伏龍洞 石造如來坐像)은 대한민국 경상북도 상주시 서상동, 왕산공원에 있는 고려시대의 불상이다.
1963년 1월 21일 대한민국의 보물 제119호 상주복용리석불좌상(尙州伏龍里石佛坐像)으로 지정되었다가, 2010년 8월 25일 현재의 명칭으로 변경되었다.

## 개요
석불이 위치한 곳은 상주의 명산으로 알려진 왕산의 동쪽 중간쯤이다. 이 석조여래좌상이 위치해 있던 곳은 상주시 복룡동 358번지였으나, 1975년 10월 현재의 자리로 옮겨졌다.
콧날이 약간 손상된 얼굴은 둥글고 풍만한데, 가늘게 뜬 눈, 작고 도톰한 입술 등에서 인간적이면서도 차분한 분위기를 느낄 수 있다. 어깨는 현저히 좁아졌고, 오른손은 없어졌지만 두 손이 아래위로 겹쳐진 모습으로 보아, 왼손 검지를 오른손으로 감싸고 있는 손모양으로 생각된다. 몸 전체를 두껍게 감싼 옷은 양 어깨에서 부채꼴 모양을 이루며 좌우로 대칭된 모습을 보이고 있는데, 평행한 옷주름의 표현은 부드러우면서도 형식적으로 처리된 모습이다. 
이 불상은 전반적으로 부드러우면서 풍만한 모습이지만, 형식화된 옷주름의 표현 등으로 볼 때 고려시대에 만들어진 작품으로 보인다.

## 참고 자료
- 상주 복용동 석조여래좌상 - 국가유산청 국가유산포털
- 한국저작권위원회 공유마당에 있는 사진